# صبري الربيحات
صبري عبد اللطيف الربيحات هو رئيس مركز الجنوب والشمال للحوار والتنمية شغل منصب ووزير الثقافة ووزيرالشؤون البرلمانية في الأردن، كما كان سابقاً وزير التنمية السياسية.

## نشأته
ولد في قرية عيمة عام 1955، وتعلم في مدارسها الابتدائية والإعدادية ثم التحق بمدرسة الطفيلة الثانوية لإكمال المرحلة الثانوية، حصل على الدرجة الجامعية الأولى في العلوم التربوية وعلم الاجتماع من الجامعة الأردنية، عمل بعدها في سلك التعليم لفترة قصيرة ثم انخرط في الخدمة الشرطية ليعمل مدربا للعلوم الشرطية والاجتماعية.

## دراسته وعمله
في عام 1980 غادرالأردن ليلتحق بجامعة جنوب كاليفورنيا الأمريكية حيث درس علوم الإدارة والسكان والجريمة وحصل على درجة الدكتوراة في علم الاجتماع عام 1987.	اشتملت خبراته العملية على التدريب الشرطي، والعمل في ميادين البحث والتطوير والإدارة في أكاديمية الشرطة، وإدارة مراكز الإصلاح والتأهيل، ونظم المعلومات، وإدارة التخطيط والدراسات، وتنسيق شؤون اللاجئين أيام الحرب الكويتية العراقية.
عمل في جامعة فيلادلفيا والجامعة الأردنية مدرسا لمساقات متعددة في علم الاجتماع، وانحراف الأحداث، والثقافات المقارنة، وعلم الاتصال، وعلم الاجتماع الجنائي، والمشكلات الاجتماعية، وصمم العديد من البرامج التدريبية في مجالات الخدمة الاجتماعية، وإدارة الأزمات، وإعادة تأهيل الأسرى المحررين بالتعاون مع منظمة اليونيسف ومنظمة العمل الدولية.	شملت خبراته حقل الإعلام حيث عمل رئيسا لمجلس إدارة الإذاعة والتلفزيون بعد أن عمل لعدة سنوات معدا ومقدما لبرامج تلفزيونية تعالج قضايا ومشكلات اجتماعية متنوعة من خلال الدراما المصورة والحوار، وتقدم بفكرة لبرنامج هدف إلى تعميق الممارسات الديمقراطية داخل الأسرة قام على إعداده وتقديمه لأكثر من عامين حمل اسم (حوارالأجيال).
في مجال التنمية والتحديث شغل عدة مواقع في العديد من المؤسسات التنموية الدولية والعربية، فقد عمل مستشارا للمقرر الخاص للأمين العام للأمم المتحدة لقضايا الإعاقة وخبيرا ومستشارا للمجلس الأعلى لشؤون الأسرة في دولة قطر، إضافة إلى إدارة تخطيط المشاريع في مؤسسة نور الحسين ومؤسسات إدارت برامج تنموية في الأرياف، والبادية والمراكز الحضرية في الأردن مثل مؤسسة كويست سكوب.	في مجال العمل الحكومي عمل وزيرا للتنمية السياسية ووزيرا للشؤون البرلماينة، كذلك وزيرا للثقافة في الفترات بين 2005-2009.
وقد أولى أثناء عمله الوزاري أهمية كبرى لحقوق الإنسان حيث تبنت الوزارة برنامجا للتثقيف الديمقراطي تحت عنوان «إعرف حقوقك تحمي نفسك»، وتم طباعة وتوزيع مليون وسبعمائة ألف نسخة من الدستور الأردني على طلبة المدارس والجامعات وكلفت المدارس بتصميم وسائل تعليمية وأنشطة لشرح مواد الفصل الثاني من الدستور والمتعلقة بالحقوق والواجبات إضافة إلى إطلاق حملة تلفزيونية إذاعية صحفية للتوعية بالحقوق.	وخلال فترة توليه لحقيبة التنمية السياسية اطلقت الوزارة مبادرة لإنشاء ساحات للحرية في مدن المملكة المختلفة إلا أن المشروع تعثر لأسباب عديدة.
في نفس الفترة عملت الوزارة وبالتعاون مع المجلس الثقافي البريطاني على تبني مشروع برلمان الشباب الذي تولى تدريب 60 شابا وشابة بينهم 4 من الأشخاص ذوي الإعاقة تدريبا مكثفا ليصبحوا وكلاء للتحول الديمقراطي والريادة في مجتمعاتهم. وخلال هذه الحقبة جرى التصديق على الاتفاقيات الدولية التي كان الأردن قد وقعها ولم يصادق عليها واصبحت الأردن بذلك طرفا في هذه الإتفاقيات، وقد انطلقت مبادرة إيجاد تشريع خاص بالأشخاص ذوي الإعاقات التي افضت إلى قانون رقم 31 لعام 2007 من وزارة التنمية السياسية، حيث تبنت دعوة الأشخاص ذوي الإعاقات لإعداد مسودة القانون وحثهم على صياغته بالطريقة التي تكفل مشاركتهم في أوجه الحياة المختلفة وبعد ذلك تمت إحالة مسودة التشريع للمجلس الأعلى لاستكمال خطوات إعداده.
خلال عمله وزيرا للثقافة اشرفت الوزارة وللمرة الأولى على إدارة مهرجان الأردن الأول عام 2009، والذي نظمت فعالياته بمشاركة 44 دولة في أكثر من 70 موقع في الأردن وأتاح المهرجان للفن والفلكور والموسيقى والرسم والشعر والتمثيل والغناء والتراث الأردني أن يعبر عن نفسه على مسارح مدن وبلدات وقرى وديار الأردنيين.	وقد عقد المهرجان تحت شعار «فرص التلاقي» وانخرط في فعالياته أكثرمن 60 مطرب أردني و17 فرقة موسيقية، 25 فرقة فلكلورية، 44 وفد دولي، إضافة إلى ورشة الفن التشكيلي التي شارك فيها أكثر من 40 فنان تشكيلي من مخلتف قارات العالم.
-	في نفس العام أدارت الوزارة مشروع القدس عاصمة الثقافة العربية ونظمت فعاليات أردنية فلسطينية مشتركة في كلا البلدين ونظمت الوزارة المشاركة العربية في افتتاح الفعاليات بحضور 5 وزراء ثقافة عرب ووفود تمثل 9 دول عربية في بيت لحم، وعقدت مؤتمرا حول القدس تاريخ وثقافة، وأصدرت الوزارة في نفس العام أكثر من 30 كتاب ومجلد حول القدس. 
-	وفي نفس العام انطلقت فعاليات الكرك مدينة للثقافة العربية حيث اسفر المشروع عن تأسيس 7 مكتبات في قصبات الألوية في الكرك وانجزت مئات الفعاليات الفكرية والفنية والثقافية التي أعطت للكرك ميزة نسبية وللبرنامج خصوصية فريدة في تلك السنة. 
•	في مجال الدراسات والتأليف: 
تنوعت الأبحاث والدراسات التي أعدها أو شارك فيها بتنوع الخبرات فقد شملت ميادين الإدارة والاجتماع وحقوق الإنسان، والتعليم، والمشكلات الاجتماعية والإعلام والثقافة وغيرها ومن هذه الدراسات:
•	الإسهامات الإقصادية لحقوق المؤلف في الاقتصاد الأردني عام 2013. 
•	العقبات والعوائق التي تحد من المشاركة الأشخاص ذوي الإعاقة في الحياة العامة في الأردن 2011. 
•	الشباب والسلطة في الأردن 2010. 
•	الأوضاع التشغيلية للنساء العاملات في ميادين الرعاية 2010. 
•	النظام التعليمي العربي وتحديات المرحلة 2013. 
•	الإجراءات الحكومية بإتجاه تحقيق تكافؤ الفرص للأشخاص ذوي الإعاقات 2008. 
•	المرأة الأردنية والمشاركة السياسية 2008. 
•	التعليم العالي وفرص الدخول إلى مجتمع المعرفة 2002 . 
•	التحديات التي تواجه العمالة المنزلية في المشرق العربي 2001. 
•	الإستغلال التجاري للأطفال لأغراض جنسية 1988. 
•	العنف في الجامعات الأردنية «الأسباب والتحديات» 1998 . 
•	التحديات التنموية لإقليم محافظات الجنوب 1998. 
•	الإصلاح والتأهيل والمسؤولية الاجتماعية 1996. 
•	تفسير السلوك الانحرافي للذكور في الأردن 1987. 
•	أدوار الشرطة بين الخطاب والواقع 1986. 
•	طبيعة وحجم ظاهرة الإساءة للأطفال في الأردن 1987.